# Mikania oreophila
Mikania oreophila là một loài thực vật có hoa trong họ Cúc. Loài này được M.R.Ritter & Miotto mô tả khoa học đầu tiên năm 2002.